# Sigbjørn Gjelsvik

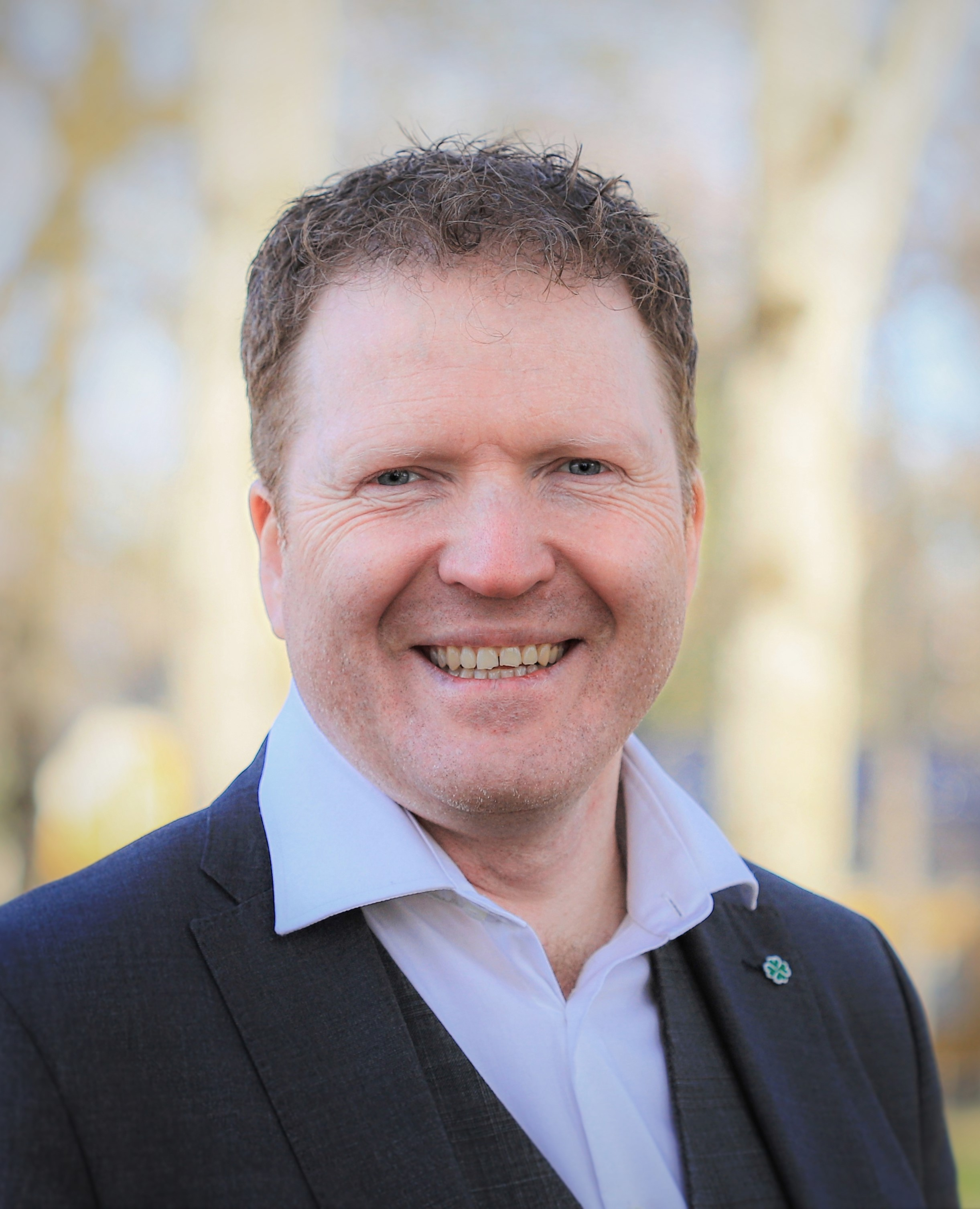
Sigbjørn Gjelsvik, 2021

Sigbjørn Gjelsvik (* 30. März 1974 in Naustdal) ist ein norwegischer Politiker der Senterpartiet (Sp). Seit 2017 ist er Abgeordneter im Storting. Von April 2022 bis Oktober 2023 war er der Minister für Kommunalverwaltung und regionale Entwicklung.

## Leben
Gjelsvik stammt aus der Kommune Naustdal und er studierte Wirtschaft an der Universität für Umwelt- und Biowissenschaften. Zwischen 1995 und 1999 war er Abgeordneter im Fylkesting der damaligen Provinz Sogn og Fjordane. In den Jahren 1998 bis 2000 stand er der Jugendorganisation Senterungdommen vor, zwischen 1999 und 2004 war er Leiter der eine Mitgliedschaft Norwegens in der EU ablehnenden Organisation Nei til EU.
Gjelsvik zog bei der Parlamentswahl 2017 erstmals in das norwegische Nationalparlament Storting ein. Dort vertritt er den Wahlkreis Akershus und wurde Mitglied im Finanzausschuss. Er wurde zudem finanzpolitischer Sprecher seiner Partei. Er verblieb auch nach der Wahl 2021 im Finanzausschuss. Am 12. April 2022 wurde er als Nachfolger von Bjørn Arild Gram zum neuen Minister für Kommunalverwaltung und regionale Entwicklung in der Regierung Støre ernannt. Er verließ die Regierung am 16. Oktober 2023 im Rahmen einer größeren Regierungsrochade. Sein Nachfolger wurde sein Parteikollege Erling Sande. Gjelsvik kehrte daraufhin ins Storting zurück. Dort übernahm er den Vorsitz des Transport- und Kommunikationsausschusses und wurde Mitglied im Fraktionsvorstand.